# Emile De Antonio
Emile De Antonio (Scranton, Pennsilvània, 1921 — Nova York, 1989) va ser un director cinematogràfic nord-americà.
Retratà diversos aspectes de la política nord-americana des d'una òptica marginal, com el maccarthisme, la guerra del Vietnam i la política del president Richard Nixon.

## Obres
- Point of Order (1963)
- In the Year of the Pig (1968)
- Millhouse: A White Comedy (1971)
- Mr. Hoover and I (1989)